# Млинувка (Клодзько)
Млину́вка або Кана́л Млину́вка, Франциска́нський кана́л (нім. Mühlgraben, пол. Młynówka) — лівобічний штучний водотік, розташований у Клодзько в Нижньосілезькому воєводстві, витікає та впадає в Нису Клодзьку.

## Історія
Канал побудовано, ймовірно, в середньовіччі на західному березі Ниси-Клодзької спочатку як ров, який захищав місто із заходу, а згодом слугував каналом, що постачав воду до тогочасного водяного млина.

## Опис
Довжина каналу становить 1200 м. Млинувка відходить від основного потоку Ниси Клодзької в південній частині міста біля греблі, звідки тече вздовж оборонних кам'яних мурів, що оточують найстарішу частину міста: територію колишнього передмістя під назвою Острів П'ясек. Далі впадає в Нису Клодзьку нижче автомобільного мосту біля західного підніжжя Овчей Гури. Береги каналу Млинувка зарегульовані та укріплені по всій довжині з обох боків кам'яним муром висотою від 2 до 4 м. Через канал побудовано дев'ять мостів, що з'єднують острів з материком.

## Сучасні мости через Млинувку
- пішохідний міст на Нижньому Млині
- пішохідний міст на вул. Зофії Стриєньскої
- міст на вул. Водній
- Готичний міст (інші назви — міст святого Яна, Кам'яний міст, Малий Карлов міст), збудований 1390 року; історична пам'ятка[1]
- пішохідний міст на вул.  Ігнація Дашиньського
- автомобільний міст на вул. Ігнація Дашиньського
- міст на вул. Тадеуша Косцюшко
- пішохідний міст на вул. Кракуса
- міст на вул. Густава Морцінека

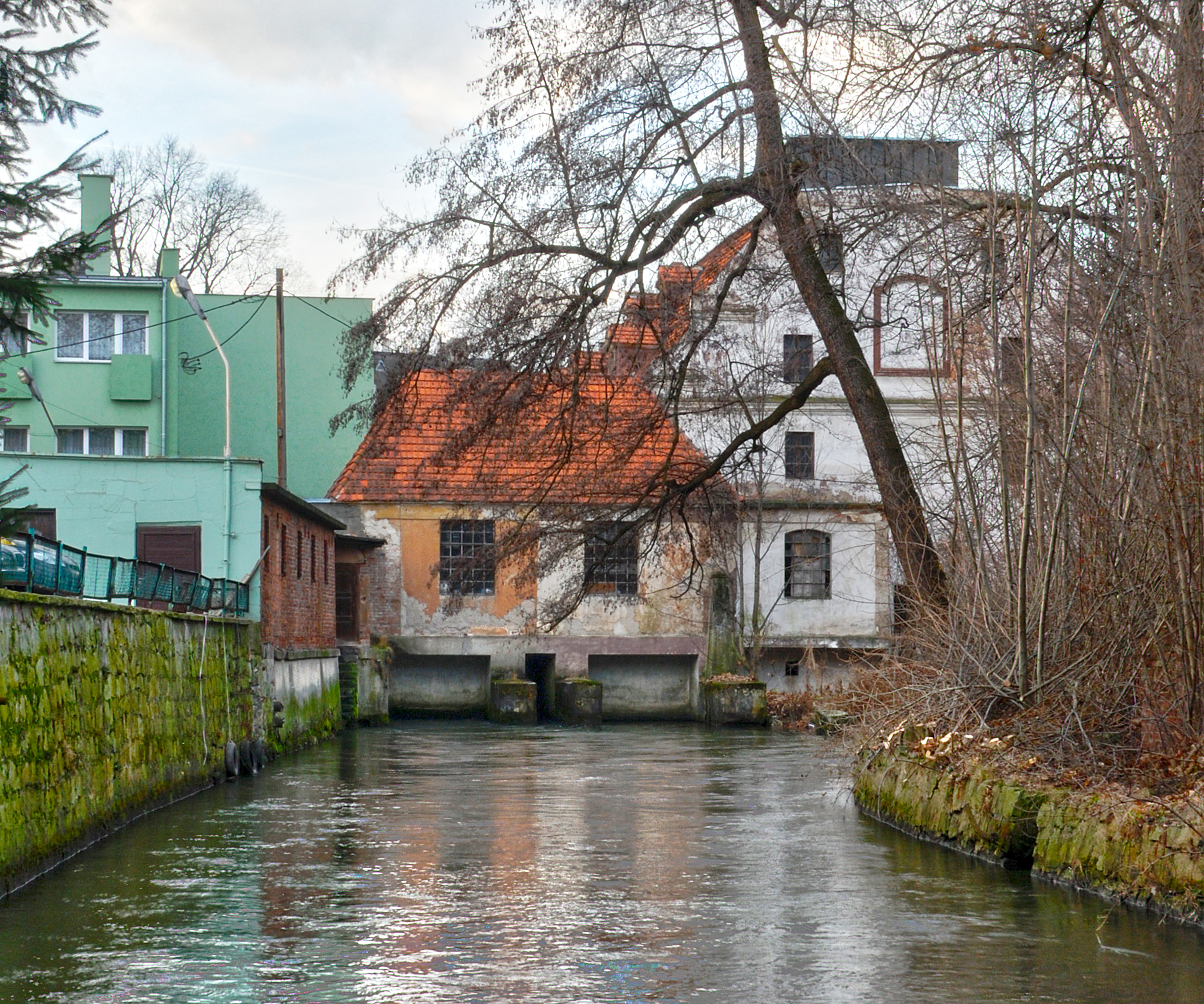
Старий млин на Млинувці
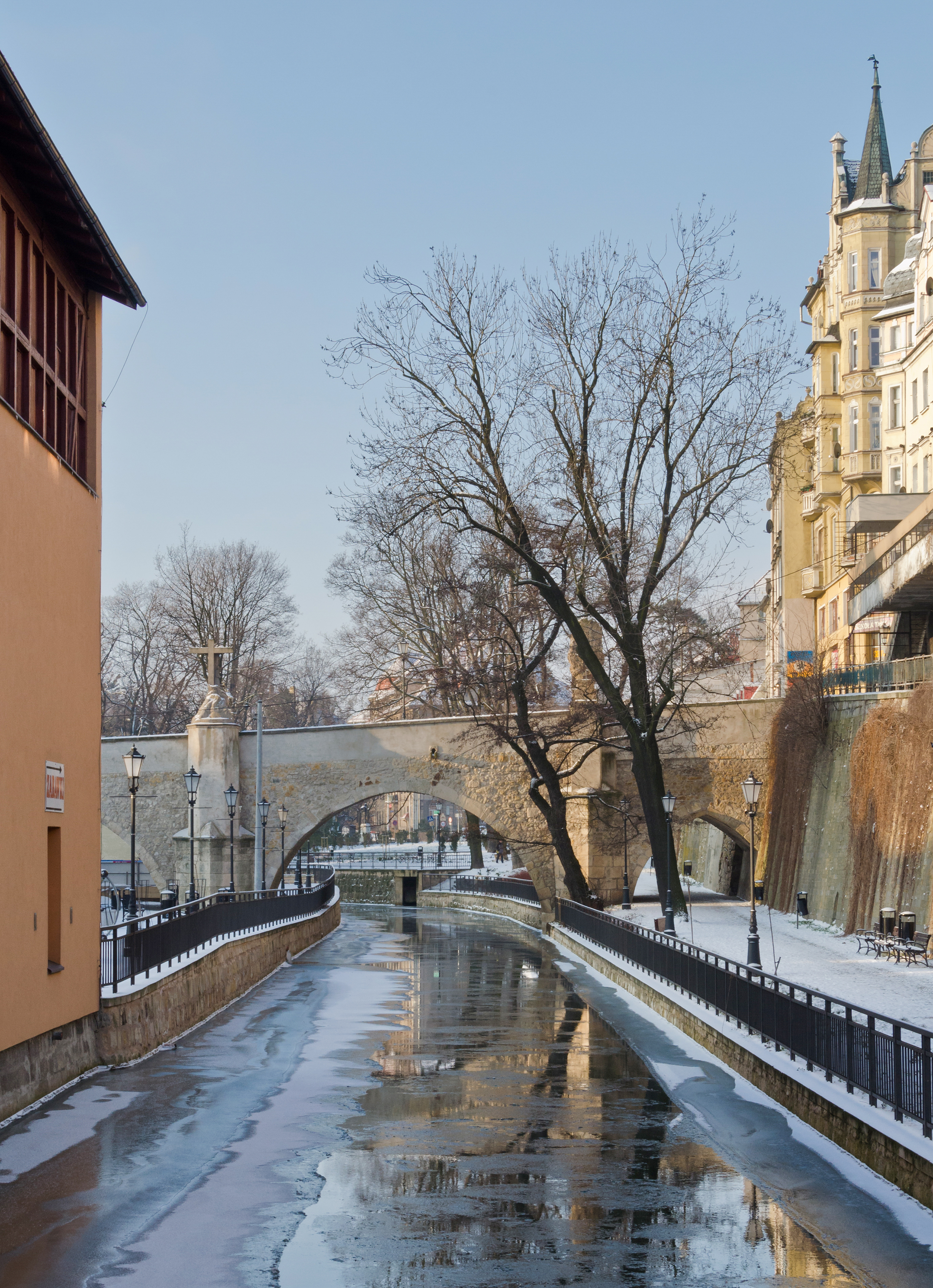
Млинувка — Готичний міст
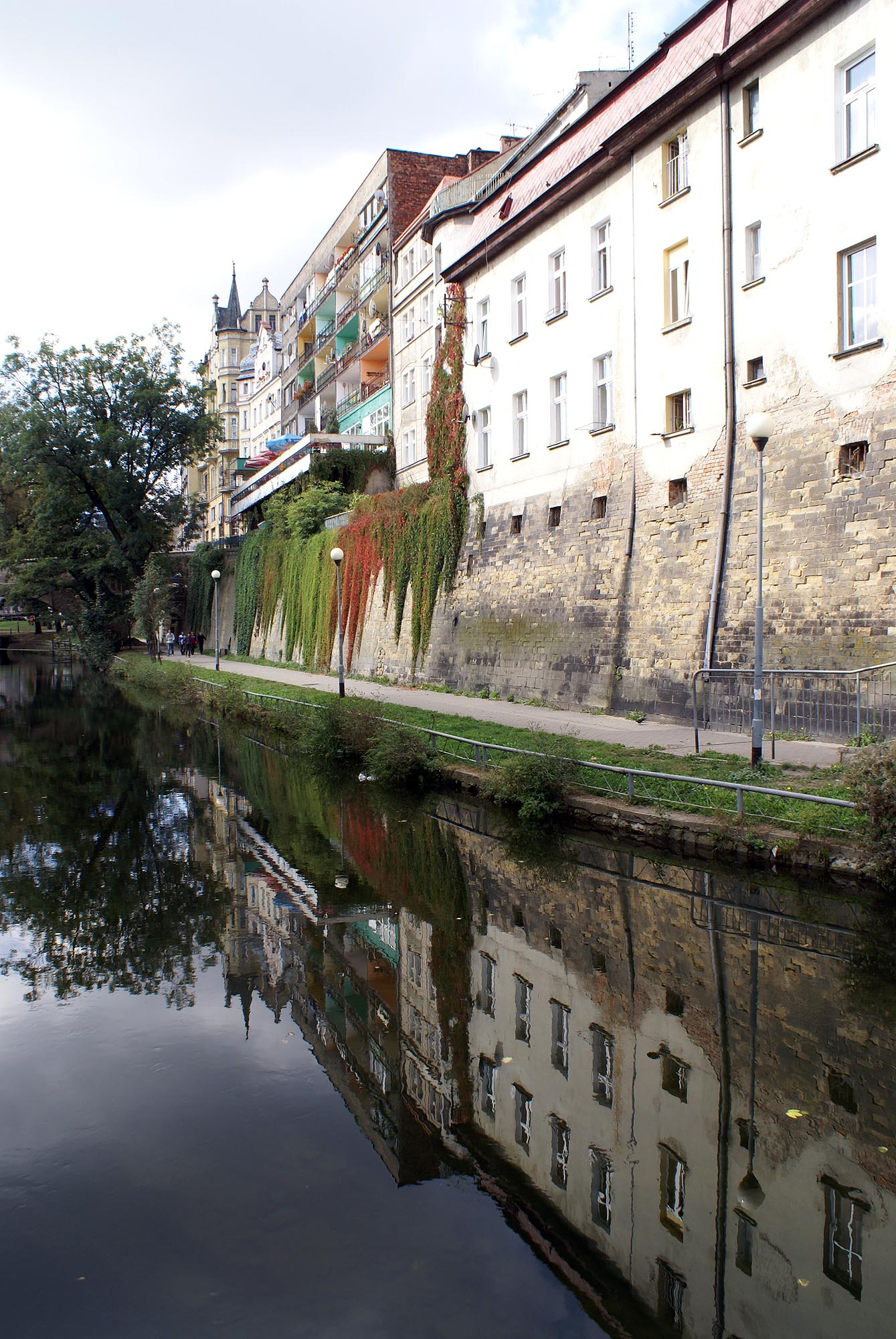
Млинувка під міськими оборонними мурами
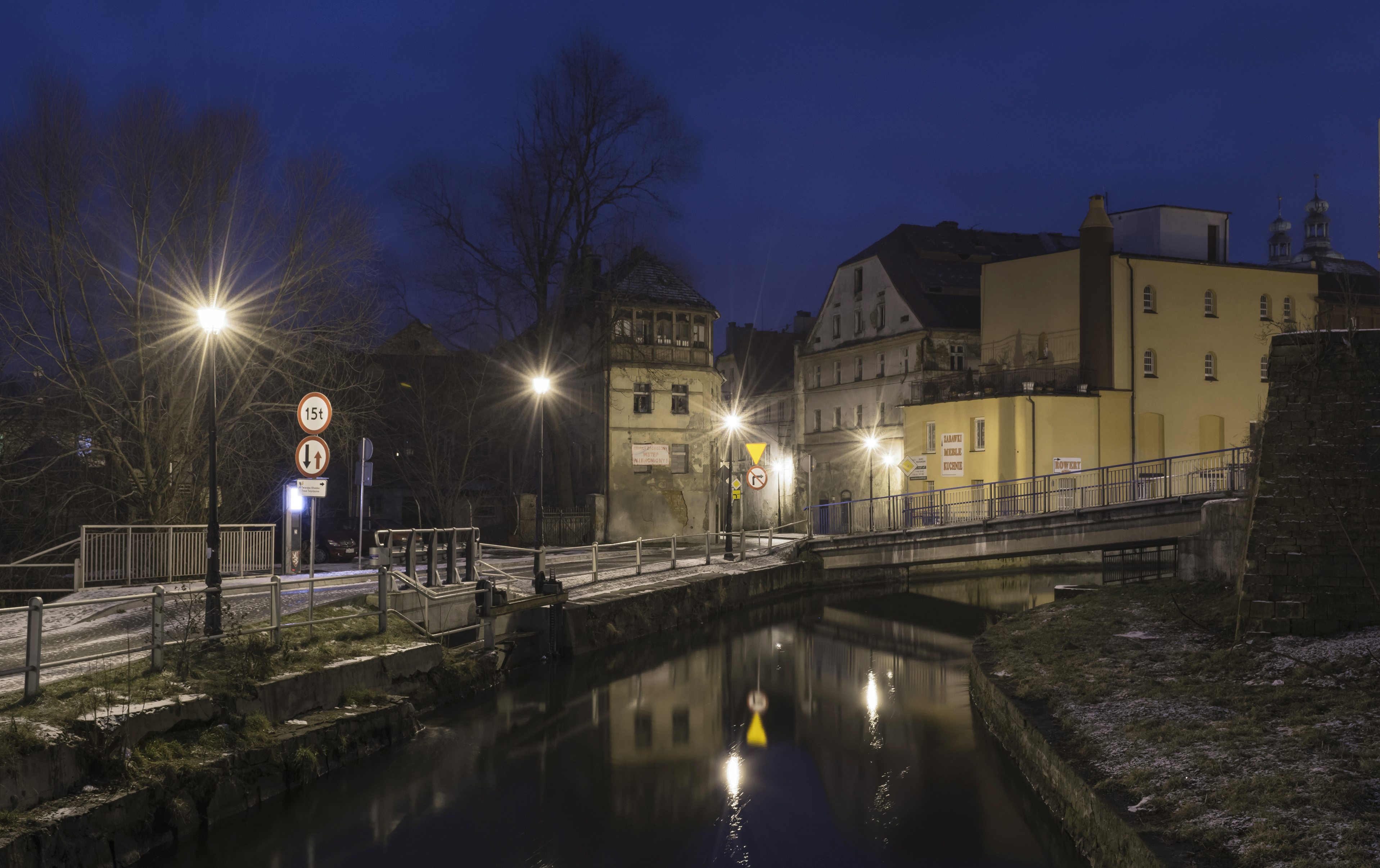
Млинувка — вул. Зофії Стриєньської
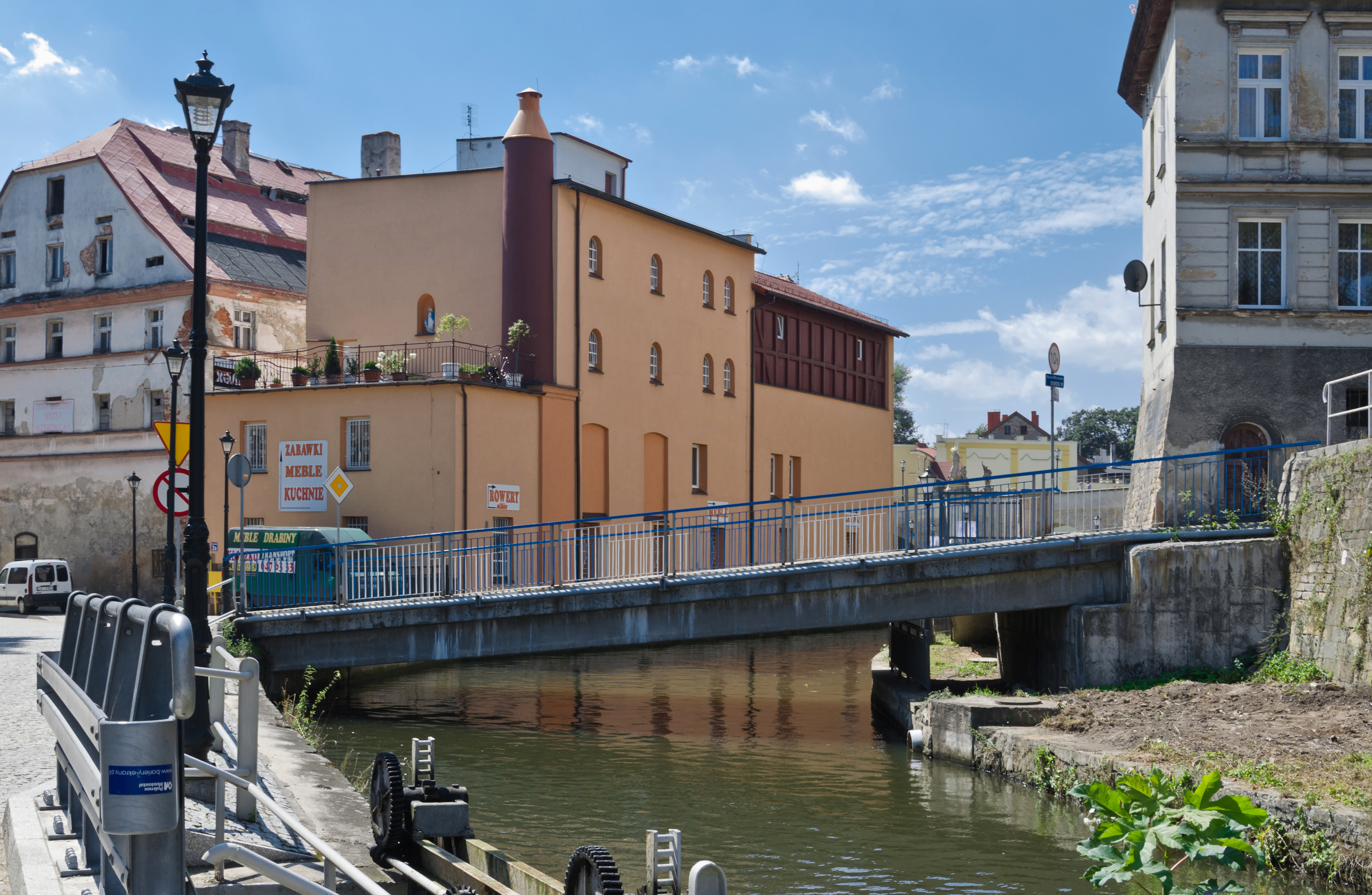
Млинувка — міст на вул. Водній
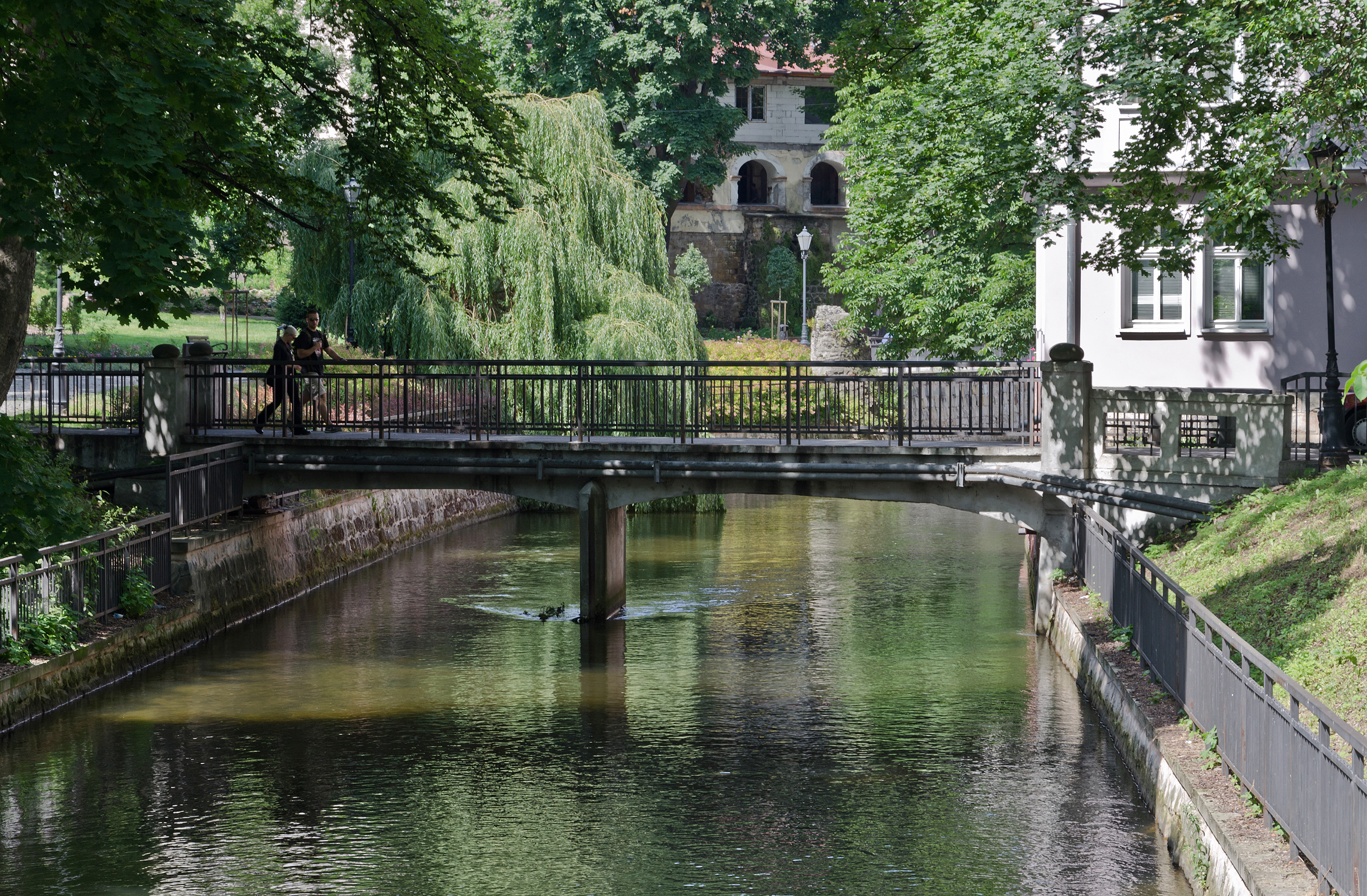
Млинувка — пішохідний міст на вул. Дашиньського